# سیارک ۴۴۱۶
سیارک ۴۴۱۶ (به انگلیسی: 4416 Ramses، نامگذاری:4530P-L) چهار هزار و چهارصد و شانزدهمین سیارک کشف شده‌است که در ۲۴ سپتامبر ۱۹۶۰ کشف شد.
قدر مطلق سیارک برابر ۱۵٫۳۰ است.